# 扬·里赫特
扬·里赫特（捷克語：Jan Richter，1923年3月29日—1999年7月25日），捷克男子冰球运动员。他曾代表捷克斯洛伐克国家队参加1952年冬季奥林匹克运动会冰球比赛，结果队伍获得第四名。